# Cavour (métro de Rome)
Cavour est une station de la ligne B du métro de Rome. Elle tient son nom de la via Cavour, dédiée à l'homme politique homonyme et est sans rapport avec la piazza Cavour dans le rione Prati.

## Situation sur le réseau
Établie en souterrain, la station Cavour  est située sur la ligne B du métro de Rome, entre les stations Termini, en direction de Rebibbia (B) ou Jonio (B1), et Colosseo, en direction de Laurentina.

## Histoire
Cavour est l'une des plus anciennes stations du métro de Rome et d'Italie, ayant été inaugurée le 10 février 1955.

## Services aux voyageurs

### Accès et accueil
La station Cavour a deux entrées séparées : l'une sur la piazza della Suburra pour la direction Rebibbia-Jonio ; l'autre sur le largo Visconti Venosta pour la direction Laurentina. Les deux quais ne sont pas communicants à l'intérieur, donc il faut emprunter l'entrée au fur et à mesure de la direction.

## À proximité
La station dessert plusieurs sites remarquables : la Subure, les forums impériaux, la basilique Saint-Pierre-aux-Liens, l'église Santa Maria ai Monti, la basilique Santi Silvestro e Martino ai Monti, la basilique Sainte-Marie-Majeure, la basilique Santa Prassede, la basilique Santa Pudenziana et la faculté d'ingénierie de l'Université La Sapienza de Rome.